# Mercurialis leiocarpa
Mercurialis leiocarpa là một loài thực vật có hoa trong họ Đại kích. Loài này được Siebold & Zucc. mô tả khoa học đầu tiên năm 1845.